# Louis E. Brus
Louis Eugene Brus (Cleveland, 10 agosto 1943) è un chimico statunitense, noto per essere lo scopritore dei nanocristalli semiconduttori colloidali conosciuti come punti quantici. Nel 2023 riceve il Premio Nobel per la chimica insieme a Moungi Bawendi ed Aleksej Ekimov «per la scoperta e la sintesi dei punti quantici»..

## Biografia
Louis Eugene Brus è nato nel 1943 a Cleveland, in Ohio. Durante il liceo a Roeland Park, Kansas, sviluppò un interesse per la chimica e la fisica. 
Entrò alla Rice University nel 1961 con una borsa di studio universitaria del Naval Reserve Officers Training Corps (NROTC) che gli richiedeva di partecipare alle attività NROTC in mare come guardiamarina. Si laureò nel 1965 e si trasferì alla Columbia University per il dottorato. Per la sua tesi , ha lavorato sulla fotodissociazione del vapore di ioduro di sodio, sotto la supervisione di Richard Bersohn.
Dopo aver conseguito il dottorato nel 1969, Brus ritornò in Marina come tenente e prestò servizio come ufficiale dello staff scientifico in collaborazione con Lin Ming-chang, presso il Laboratorio di ricerca navale degli Stati Uniti a Washington.
Brus lasciò quindi la Marina e si unì agli AT&T Bell Laboratories nel 1973, dove svolse il lavoro che portò alla scoperta dei punti quantici. Nel 1996, Brus lasciò i Bell Labs e si unì alla facoltà del Dipartimento di Chimica della Columbia University.

## Premi e riconoscimenti
È stato eletto membro dell'American Academy of Arts and Sciences nel 1998, membro dell'Accademia nazionale delle scienze degli Stati Uniti nel 2004 ed è membro dell'Accademia norvegese di scienze e lettere. 
Ha ricevuto il Distinguished Alumni Award dall'Association of Rice University Alumni nel 2010. È stato co-destinatario del RW Wood Prize 2006 della Optical Society of America "per la scoperta di punti quantici di nanocristalli e studi pionieristici sulle loro proprietà elettroniche e ottiche" condiviso con Alexander Efros e Aleksej Ekimov. Ha anche ricevuto il Premio Kavli inaugurale per le nanoscienze insieme a Sumio Iijima nel 2008 per "il loro grande impatto nello sviluppo del campo delle nanoscienze delle nanostrutture a dimensione zero e uni in fisica, chimica ebiologia". Nel 2009 gli è stato assegnato il Willard Gibbs Award "per il suo ruolo di primo piano nella creazione di punti quantici chimici",  il Prize for Achievement in Science del Franklin Institute ed è stato selezionato come vincitore del Clarivate Citation in Chimica "per la scoperta di nanocristalli semiconduttori colloidali (punti quantici)".